# National First Division 2011/12
Die Saison 2011/12 war die 16. Spielzeit in der zweithöchsten südafrikanischen Fußball-Spielklasse der Herren, der National First Division. Als Absteiger aus der Premier Soccer League ersetzen Mpumalanga Black Aces und Vasco da Gama die letztjährigen Aufsteiger Jomo Cosmos und Black Leopards. Die Absteiger Hanover Park FC und Batau FC werden durch die Aufsteiger Chippa United FC und Sivutsa Stars ersetzt. Die Saison startete am 13. August 2011 und endete am 20. Mai 2012. Pretoria University stieg als Erstplatzierter direkt auf, während der Aufsteiger Chippa United FC und Thanda Royal Zulu in die Relegation mussten. Dort konnte sich Chippa United FC als zweiter Aufsteiger durchsetzen. Absteigen mussten die Klubs Atlie FC und Dynamos FC.

## Teams
| Verein                | Stadt          | Stadion                | Kapazität |
| --------------------- | -------------- | ---------------------- | --------- |
| African Warriors      | Phuthaditjhaba | Charles Mopeli Stadium | 35.000    |
| Atlie FC              | Benoni         | Sinaba Stadium         | 15.000    |
| Bay United            | Port Elizabeth | Seshego Stadium        | 15.000    |
| Blackburn Rovers      | East London    | Buffalo City Stadium   | 16.000    |
| Carara Kicks          | Bethlehem      | Goble-Park-Stadion     | 20.000    |
| Chippa United FC      | Kapstadt       | Philippi Stadium       | 10.000    |
| Dynamos FC            | Giyani         | Giyani Stadium         | 20.000    |
| FC AK                 | Johannesburg   | Eldorado Park Stadium  | 12.000    |
| FC Kapstadt           | Kapstadt       | NNK Rugby Stadium      | 05.000    |
| Mpumalanga Black Aces | Witbank        | Puma Stadion           | 20.000    |
| Pretoria University   | Pretoria       | Tuks ABSA Stadium      | 02.000    |
| Sivutsa Stars         | Mbombela       | Kanyamazane Stadium    | 20.000    |
| Thanda Royal Zulu     | Richards Bay   | Richards Bay Stadium   | 08.000    |
| United FC             | Kimberley      | GWK Stadium            | 18.000    |
| Vasco da Gama         | Kapstadt       | Parow Park             | 30.000    |
| Witbank Spurs         | Witbank        | Ackerville Stadium     | 11.000    |

## Tabelle
| Pl. | Verein                    | Sp. | S  | U  | N  | Tore    | Diff. | Punkte |
| --- | ------------------------- | --- | -- | -- | -- | ------- | ----- | ------ |
| 1.  | Pretoria University       | 30  | 15 | 10 | 5  | 045:250 | +20   | 55     |
| 2.  | Chippa United FC (N)      | 30  | 14 | 9  | 7  | 046:290 | +17   | 51     |
| 3.  | Thanda Royal Zulu         | 30  | 13 | 11 | 6  | 034:280 | +6    | 50     |
| 4.  | Blackburn Rovers          | 30  | 14 | 7  | 9  | 044:370 | +7    | 49     |
| 5.  | FC AK                     | 30  | 12 | 9  | 9  | 045:430 | +2    | 45     |
| 6.  | African Warriors          | 30  | 11 | 10 | 9  | 043:360 | +7    | 43     |
| 7.  | Vasco da Gama (A)         | 30  | 12 | 7  | 11 | 051:450 | +6    | 43     |
| 8.  | FC Kapstadt               | 30  | 10 | 9  | 11 | 038:360 | +2    | 39     |
| 9.  | United FC                 | 30  | 10 | 9  | 11 | 046:450 | +1    | 39     |
| 10. | Carara Kicks              | 30  | 9  | 11 | 10 | 042:460 | −4    | 38     |
| 11. | Bay United                | 30  | 8  | 11 | 11 | 032:400 | −8    | 35     |
| 12. | Sivutsa Stars (N)         | 30  | 9  | 7  | 14 | 039:470 | −8    | 34     |
| 13. | Witbank Spurs             | 30  | 9  | 7  | 14 | 032:420 | −10   | 34     |
| 14. | Mpumalanga Black Aces (A) | 30  | 7  | 12 | 11 | 033:410 | −8    | 33     |
| 15. | Dynamos FC                | 30  | 9  | 5  | 16 | 037:490 | −12   | 32     |
| 16. | Atlie FC                  | 30  | 6  | 10 | 14 | 024:420 | −18   | 28     |

| (A) | Absteiger aus der Premier Soccer League 2010/11    |
| (N) | Aufsteiger aus der SAFA Promotional League 2010/11 |

## Relegation
Das Relegationsturnier startete am 23. Mai und endete am 30. Juni 2012. Dabei trafen der Fünfzehnte der Premier Soccer League 2011/12 (Santos Kapstadt), der Zweite (Chippa United FC) und der Dritte der National First Division 2011/12 (Thanda Royal Zulu) in je einem Hin- und Rückspiel aufeinander. Am Ende des Turniers qualifizierte sich der Tabellenerste für die Premier Soccer League 2012/13, während die anderen beiden Klubs in der National First Division 2012/13 spielen mussten. Sieger des Turniers wurde der Aufsteiger Chippa United FC, der damit nach dem letztjährigen Aufstieg sofort wieder aufstieg, während Santos Kapstadt den Gang in die Zweitklassigkeit antreten musste.
| Pl. | Verein            | Sp. | S | U | N | Tore    | Diff. | Punkte |
| --- | ----------------- | --- | - | - | - | ------- | ----- | ------ |
| 1.  | Chippa United FC  | 4   | 2 | 2 | 0 | 008:400 | +4    | 08     |
| 2.  | Santos Kapstadt   | 4   | 1 | 1 | 2 | 005:600 | −1    | 04     |
| 3.  | Thanda Royal Zulu | 4   | 1 | 1 | 2 | 003:600 | −3    | 04     |

|                   | Ergebnis |                   |
| ----------------- | -------- | ----------------- |
| Thanda Royal Zulu | 0:1      | Santos Kapstadt   |
| Chippa United FC  | 1:1      | Thanda Royal Zulu |
| Santos Kapstadt   | 0:0      | Chippa United FC  |
| Santos Kapstadt   | 1:2      | Thanda Royal Zulu |
| Thanda Royal Zulu | 0:3      | Chippa United FC  |
| Chippa United FC  | 4:3      | Santos Kapstadt   |

## Torschützenliste
| Pl. | Name                 | Team                                      | Tore |
| --- | -------------------- | ----------------------------------------- | ---- |
| 01  | Petrus Mahlatsi      | Chippa United FC (7) Blackburn Rovers (5) | 12   |
| 01  | Joshua Sauls         | FC AK (6) Chippa United FC (6)            | 12   |
| 03  | Thokozani Sekotlong  | Pretoria University                       | 11   |
| 03  | Phumelele Bhengu     | Mpumalanga Black Aces                     | 11   |
| 05  | Jimmy Zakazaka       | African Warriors                          | 10   |
| 06  | Mzuvele Skhosana     | FC Kapstadt                               | 09   |
| 06  | Tandolwethu Prins    | Blackburn Rovers                          | 09   |
| 06  | David Radebe         | United FC                                 | 09   |
| 06  | Geoffrey Sserunkuma  | Vasco da Gama                             | 09   |
| 10  | Dumisane Gamede      | Witbank Spurs                             | 08   |
| 10  | Elton Peterson       | FC AK                                     | 08   |
| 10  | Keenin Lesch         | Vasco da Gama                             | 08   |
| 10  | Moeketsi April Mvula | Carara Kicks                              | 08   |
| 10  | Esau Mtsweni         | Pretoria University                       | 08   |